# Excélsior
Excélsior è un quotidiano messicano, fondato nel 1917. È considerato un quotidiano di riferimento in Messico.

## Storia
Excélsior è stato fondato a Città del Messico nel 1917, durante la Rivoluzione messicana, da Rafael Alducin, sotto forma di cooperativa; il suo primo numero esce il 18 marzo.
Il giornale è stato a lungo piuttosto compiacente con i leader del Paese, membri del Partito Rivoluzionario Istituzionale (PRI). Nel 1968, il giornalista Julio Scherer García, attento all'indipendenza editoriale del titolo, fu portato alla guida della direzione di Excélsior; il giornale indagò in quel periodo sulla corruzione e il clientelismo del governo e delle élite. È l'"età d'oro" del quotidiano
Nel 1976, sotto l'influenza del presidente messicano Luis Echeverría insoddisfatto della linea editoriale del giornale, i dipendenti conservatori votarono per l'esclusione di Julio Scherer García, che fu costretto a lasciare il giornale con duecento giornalisti - fondò il settimanale Proceso. Excélsior perde la sua indipendenza editoriale sebbene il suo contenuto rimanga di alta qualità; il suo nuovo caporedattore è Regino Díaz Redondo.
In preda alle crescenti difficoltà finanziarie degli anni '90, il giornale deve la sua sopravvivenza solo agli aiuti di Stato, ancora dominati dal PRI. Questi diminuirono dopo l'elezione di Vicente Fox nel 2000 che segnò la fine del potere del PRI, tanto che il quotidiano era sull'orlo della bancarotta; il suo direttore Regino Díaz Redondo, accusato di aver sottratto fondi alla cooperativa, è stato licenziato dai dipendenti.
Nel gennaio 2006, la cooperativa ha venduto Excélsior, la cui sopravvivenza era minacciata, al gruppo radiofonico Grupo Imagen.